# Telebasis paraensei
Telebasis paraensei là một loài chuồn chuồn kim trong họ Coenagrionidae.
Telebasis paraensei được miêu tả khoa học năm 1956 bởi Machado.